# Ciocașu
Ciocașu – wieś w Rumunii, w okręgu Alba, w gminie Vințu de Jos. W 2011 roku liczyła 4 mieszkańców.